# Virgen de Bótoa (obra de Guillermo Silveira)
La imagen de la Virgen de Bótoa es una obra del pintor y escultor español Guillermo Silveira (1922-1987) conservada desde su ejecución en 1964 en el CEIP (antiguo «grupo escolar») homónimo de Badajoz capital, si bien cabe precisar que de su primitivo emplazamiento en la calle Estadium n.º 1, anexa al baluarte de San Roque, fue mudada a la par que el colegio a un segundo edificio en la calle Cordero, de donde fue trasladada en años posteriores a una nueva ubicación en la Avda. Antonio Cuéllar Gragera, no lejos de la actual plaza de toros, donde se encuentra hasta el presente.
Al igual que otras figuras escultóricas de estos años como la Virgen de los Ángeles de la Puerta de Palmas (1960), el boceto del Cristo Redentor (1962) o el monumento conmemorativo de las cien mil horas de vuelo (ya de 1970), está realizada a base de aglomerado de polvo de mármol (solo que esta vez policromado) y sus dimensiones son de 82 (+ 10 de peana) x 48 x 42 cm.

## Historia y descripción de la imagen
A mediados de la década de los sesenta el artista residía con su familia en su domicilio estudio de la calle del Pilar (hoy Avda. Antonio Montero Moreno) n.º 1-3.º izda. de la capital pacense, donde ejecutó la práctica totalidad de las obras de esta época. No obstante, habida cuenta de la complejidad inherente a la ejecución de este tipo de piezas, la figura en cuestión (del mismo modo que los dos grabados de San Isidro Labrador de 1967) fue realizada en las instalaciones de una antigua marmolería ubicada en la carretera de Valverde de Leganés, junto al desaparecido Cuartel de Menacho.
Según los documentos conservados en su día en el archivo del centro la imagen fue costeada por suscripción popular en la que participaron familiares de alumnos, la Comandancia de la Guardia Civil, asociaciones, particulares y dirigentes locales como el militar y procurador en Cortes Manuel Carracedo Blázquez, Antonio Masa Campos o Antonio Valdés Meléndez entre otros.
Por una nota de prensa aparecida en el diario Hoy de 23 de junio de 1964 se sabe también que el director «agradeció a todos los presentes la asistencia al acto [inaugural] y dedicó palabras de felicitación al artista señor Silveira, del que dijo que merced a sus inspiradas manos tenía hoy el centro una bellísima imagen de la Virgen de Bótoa de tan modernas líneas y delicados rasgos». Tras varias intervenciones posteriores fue restaurada en 2017 por un antiguo discípulo del autor, si bien cabe observar que buena parte de los colores originales, sobre todo los del manto (primitivamente azul), fueron sustituidos por otros más intensos.
La imagen de la Virgen (adscribible a la iconografía mariana neofigurativa de la segunda mitad del siglo xx) se encuentra de pie vestida con una túnica talar profusamente decorada y manto liso, con las manos juntas a la altura del pecho en actitud orante, la cabeza ligeramente inclinada hacia el suelo y los ojos entornados como signo de humildad. El rostro se halla enmarcado por una larga cabellera que le cae sobre los hombros y la espalda. Aparece también una media luna o escabel selénico dorado con las puntas hacia arriba en cuarto creciente. Sobre la cabeza luce un sombrero adornado con llamativos exornos florales, aunque estos no forman parte integral del primitivo trabajo.

### Hemerografía
- B. C. (16 may. 2014). «Nuestra Señora de Bótoa, un "cole" de oro». El Periódico Extremadura. Extremadura desde el pupitre (Cáceres). Edición digital.
- Medina, Tico (23 ene. 1969). «Las cosas y las gentes de esta tierra: El pintor». Informaciones. Crónica de España (Madrid): 25.
- REDACCIÓN (23 jun. 1964). «Bendición de una imagen en el "Grupo Escolar Nuestra Señora de Bótoa"». Hoy. Badajoz capital (Badajoz): 3.